# Sukahaji (Patrol)
Sukahaji is een bestuurslaag in het regentschap Indramayu van de provincie West-Java, Indonesië. Sukahaji telt 9119 inwoners (volkstelling 2010).